# 埃里克·贝达尔
埃里克·贝达尔（法語：Éric Bédard，1976年12月17日—），加拿大男子短道速滑运动员。他曾代表加拿大参加1998年、2002年和2006年冬季奥林匹克运动会短道速滑比赛，获得二枚金牌、一枚银牌和一枚铜牌。